# Џуџуцу каисен
Џуџуцу каисен (јап. 呪術廻戦, Jujutsu Kaisen) jeсте манга коју је написао и илустровао Геге Акутами. Серијализовала се у часопису Weekly Shōnen Jump издавачке куће Shueisha од марта 2018 до септембра 2024. године. Прича прати средњошколца Јуџија Итадорија који се придружује тајној организацији како би уништио клетву звану Рјомен Сукуна, којој Јуџи постаје домаћин. 
Од октобра 2021. године, манга Џуџуцу каисен има преко 55 милиона примерака, укључујући повезане романе, дигиталне верзије, као и Џуџуцу каисен 0, што је чини једном од најпродаванијих манги свих времена. Манга је такође адаптирана у аниме, у продукцији студија MAPPA.

## Радња
Јуџи Итадори је надљудски способан средњошколац који живи у Сендају са својим дедом. У јуну 2018. године, његов деда, на самрти, даје Јуџију два корисна савета: „Увек помогни људима” и „Умри окружен људима”. Након његове смрти, Јуџи долази до закључка: сви заслужују „пристојну смрт”. 
Након појављивања демона у школи, Јуџи гута трули прст како би заштитио Мегумија и своје пријатеље, што ће га учинити домаћином Рјомен Сукуне. Иако је Јуџи запоседнут, успева да задржи контролу над својим телом. Сатору Гођо, Мегумијев учитељ, одлучи да одведе Јуџија у школу џуџуцуа у Токију, где се доноси одлука: Јуџијева смртна казна је одложена све док не прогута све Сукунине прсте, како би имали могућност да убију Сукуну једном заувек.

## Издања
Џуџуцу каисен је написао и илустровао Геге Акутами. Серијализовала се у часопису Weekly Shōnen Jump од 5. марта 2018 до 30. септембра 2024. године. Поглавља су сакупљена у укупно 30 танкобона.
Преднаставак Џуџуцу каисен 0 се серијализовао у Jump GIGA магазину од 28. априла до 28. јула 2017. године. Четири поглавља су сакупљена у један танкобон који је изашао 4. децембра 2018. године. Манга је адаптирана у анимирани филм који је изашао 24. децембра 2021. године. Манга је добила још један анимирани филм, Jujutsu Kaisen: Kaigyoku/Gyokusetsu, који адаптира првих пет епизода друге сезоне са додатним сценама. Изашао је 30. маја 2025. године.